# 411 v. Chr.
Portal Geschichte | Portal Biografien | Aktuelle Ereignisse | Jahreskalender | Tagesartikel

◄ |
6. Jahrhundert v. Chr. |
5. Jahrhundert v. Chr. |
4. Jahrhundert v. Chr. |
►

◄ | 430er v. Chr. | 420er v. Chr. | 410er v. Chr. | 400er v. Chr. |
390er v. Chr. |
►

◄◄ | ◄ | 414 v. Chr. | 413 v. Chr. | 412 v. Chr. | 411 v. Chr. |
410 v. Chr. |
409 v. Chr. |
408 v. Chr. |
► |
►►

## Ereignisse

### Politik und Weltgeschehen
- Peloponnesischer Krieg: Durch einen Putsch ergreift in Athen der Rat der Vierhundert unter der Führung von Peisandros die Macht. Sie versuchen, mit Sparta Frieden zu schließen.
- Die Schlacht von Syme zwischen Athen und den mit den Persern verbündeten Spartanern endet unentschieden.
- Nachdem Athen in der Schlacht von Kynossema unterliegt, wird der Rat der Vierhundert gestürzt, und die Demokratie wiederhergestellt. Alkibiades wird nach Athen zurückgeholt.
- Der exilierte Euagoras I. kehrt mit einer Schar von Anhängern nach Salamis auf Zypern zurück und stürzt den seit 415 v. Chr. regierenden Abdemon. Die Insel befindet sich weiterhin unter persischer Oberhoheit.
- Seeschlacht von Abydos

### Kultur
- Die Komödien Lysistrata und Die Thesmophoriazusen von Aristophanes werden bei den Lenaia uraufgeführt.

### Religion und Gesellschaft
- Der Philosoph Protagoras wird wegen Asebie aus Athen verbannt, seine Bücher werden verbrannt. Bei der Überfahrt nach Sizilien kommt er vermutlich ums Leben.

## Geboren
- um 411 v. Chr.: Timoleon, griechischer Politiker und General († um 337 v. Chr.)

## Gestorben

### Todesjahr gesichert
- Antiphon von Rhamnus, griechischer Redner (* um 480 v. Chr.)
- Antiphon, griechischer Philosoph (* 480 v. Chr.)
- Hyperbolos, athenischer Lampenhändler und Politiker
- Kallaischros, athenischer Politiker und Oligarch (* um 490 v. Chr.)

### Gestorben um 411 v.Chr.
- Protagoras, griechischer vorsokratischer Philosoph (* um 490 v. Chr.)
- Eupolis, griechischer Komödiendichter (* um 446 v. Chr.)